# Blákollur (bergstopp)
Blákollur är en bergstopp i republiken Island. Den ligger i regionen Västlandet, 40 km norr om huvudstaden Reykjavík. Toppen på Blákollur är 716 meter över havet.
Trakten runt Blákollur är nära nog obefolkad, med mindre än två invånare per kvadratkilometer. Närmaste större samhälle är Akranes, omkring 18 kilometer sydväst om Blákollur. Trakten runt Blákollur består i huvudsak av gräsmarker.